# Batracomorphus molus
Batracomorphus molus är en insektsart som beskrevs av Knight 1983. Batracomorphus molus ingår i släktet Batracomorphus och familjen dvärgstritar. Inga underarter finns listade i Catalogue of Life.